# Formschräge
Formschräge, Entformschräge, Ausformschräge oder Anzug bezeichnet die minimal nötige Abweichung von der Senkrechten zur Formteilung im Modell- und Formenbau. Die resultierende Verjüngung der entstehenden Form ermöglicht es, das fertige Modell ohne Beschädigung aus der Form auszuheben. Bevorzugt wird dabei die Ausführung als Materialzugabe, wobei der Konus auch als Materialwegnahme oder dem Maßmittelwert aus beiden Möglichkeiten gestaltet werden kann. Bei Flächen, welche in nachfolgenden Produktionsgängen spanend bearbeitet werden müssen, ist die Formschräge immer als Materialzugabe auszuführen.
Die Formschräge ist abhängig von Herstellungsverfahren oder Produktionsprozess, der Modellgröße und den verarbeiteten Materialien. Auch die Beschaffenheit der Form in Material und Oberfläche bestimmt die resultierende Schräge. Sie ist eine Notwendigkeit und beschränkt die Konstruktion von Fertigungsteilen, insbesondere beim Metallguss.
Alle Seiten des Modells, die rechtwinklig zur Formteilung liegen, werden mit einer Formschräge versehen, bei Kleinteilen üblicherweise 2°. Zum Erzeugen von Formschrägen verwendet man konische Fräser, so genannte Gesenkfräser.

## Entformungspolitur
Zur weiteren Verbesserung der Entformbarkeit wird die Entformungsschräge poliert. Hierbei wird der Polierstrich in Entformungsrichtung ausgeführt.

## Normung
- EN DIN 12890: Modelle, Modelleinrichtungen und Kernkästen zur Herstellung von Sandformen und Sandkernen, Juni 2000
- EN ISO 10135: Geometrische Produktspezifikation (GPS) – Zeichnungsangaben für Formteile in der technischen Produktdokumentation (TPD)